# 殉愛 (百田尚樹)
『殉愛』（じゅんあい）は、百田尚樹による2014年の書籍。シンガーソングライター、タレント、司会者、ラジオパーソナリティとして関西で人気を博したやしきたかじんの最晩年を、たかじんが自筆したとされるメモや、看病に人生を捧げたと主張する未亡人・家鋪さくらの証言、看護日記などに基づいて描いた、「かつてない純愛ノンフィクション」として発売された。一方、内容について、事実として反している記述が複数箇所ある、名誉毀損にあたるとして、複数の訴訟で幻冬舎・百田側が敗訴している（#内容を巡る議論参照）。

## 出版の経緯
百田が2014年3月4日、リーガロイヤルホテルの「光琳の間」にて行われた、やしきたかじんを偲ぶ会「TAKAJIN MEMORIES 2014 あんたのことが ICHIZUに やっぱ好きやねん」に招待されていた。しかし、元々の予定がありキャンセルする予定が、スケジュールが空いたので、会に出席し家鋪未亡人（家鋪さくら）に初めて出会った。その一週間後、家鋪さくらからのメールで会って話をしたい旨を受けて直接会い、生前「たかじんが百田のファンであった」、「僕の本を出して貰うなら百田に助けてもらう」というメモを見せられた。看護記録等のメモを読込み、家鋪さくらと話込み、決まっていた仕事を半年後倒しをして、メモに書かれていた出来事について関係者に裏付け取材したとされる。

## 内容を巡る議論

### 未亡人の不倫・重婚疑惑
たかじんの未亡人については、たかじんからのプロポーズを受け、交際していた時期に別の男性（イタリア人）と結婚していたという指摘があり、
さらに未亡人がたかじんと不倫関係にあった時期がある、あるいは重婚状態にあったとの疑惑がある。一方、本書では未亡人が結婚していたことが伏せられ、イタリア人男性は「恋人未満」の存在であったとされている。ちなみに著者の百田は本書発売後の2014年11月18日になって、重婚の疑惑を否定しつつ、「たかじんの妻にはイタリア人男性との結婚・離婚歴がある」ことを事実と認め、離婚歴について書くかどうか「大いに迷った」と発言した。
作家の林真理子は、当該疑惑やたかじんの長女が出版差し止めを求め提訴したこと（後述）についてマスコミが「全く報道しない」と指摘し、「この言論統制は何なんだ!」と不満を表明した。

### 長女に関する描写と販売差し止め訴訟
本書の内容について、2014年11月21日、たかじんの長女が幻冬舎を相手取り、出版差し止めと1100万円の損害賠償の求める訴訟を起こした。
本書はたかじんの長女を「横柄な態度で8歳下の父の若妻に暴言を浴びせる『中年女性』」として描き、以下のようなエピソードを掲載している。
- たかじんに、食道ガンになったのは自業自得という内容のメールを送って激怒させ、たかじんは絶縁を宣言した[9]。
- たかじんに金の無心を繰り返して辟易させ、たかじんは親友に対し娘と絶縁したいとこぼした[9]。
- 闘病中のたかじんを一度も見舞わなかった上、退院したたかじんに対し、その妻を誹謗中傷する内容のメールを送りつけた[9]。
- たかじんの死後開かれた「やしきたかじんを偲ぶ会」において、挨拶をしようとした未亡人に対し野次を飛ばした[8]。

これに対し長女側は、上記記述は虚偽であり、「1人の遺族の話を根拠に、他の親族の取材をせずに一方的に攻撃するもの」、「あまりに一方的なひどい内容」、「事実と違うことだらけ」と反論し、本書の中に「すべて事実である」という記述があることについて、「百田さんから取材の申し込みもありませんでした。こんなのノンフィクションじゃないですよね?」とコメントした。
本訴訟において長女側は、未亡人が「無償の愛を注ぎ、相続においても何も求めず謙虚な姿勢を示してきたという作品の基調はそもそも事実に反する」と主張し、記述内容自体を「根本的」に否定する具体的証拠も多数提出した。
一方の、著者の百田側はツイッターにおいて、「たかじん氏の娘が出版差し止め請求の裁判を起こしてきた。裁判となれば、今まで言わなかったこと、本には敢えて書かなかったいろんな証拠を、すべて法廷に提出する。一番おぞましい人間は誰か、真実はどこにあるか、すべて明らかになる。世間はびっくりするぞ。」と発言したが、裁判の中で「長女が（父の）たかじんとの間に確執があった」などの上記の主張を立証する具体的証拠を出すことができなかった。
また（裁判と）ほぼ同時並行で、『殉愛』の内容と、これまでたかじんが活躍してきた数十年間の間に蓄えられていた膨大な数の関連資料（TV・ネット映像、ラジオ、雑誌、新聞記事、著作言行録など）との付き合わせ作業や、（たかじん入院～死亡前後の）関係者再取材も、ネットメディアや一部マスコミなどを中心に行われていく。その中で、百田（幻冬舎）側が主張している事柄（『殉愛』の記述）に「客観的」証拠との矛盾が多く見つかった上に、そもそも「記述された様々な事柄自体が本当にあったのか？」「（たかじんが自筆して『殉愛』執筆の際に参考にしたとされる）メモは本当にたかじんが書いたのか？たかじんが書きそうにない内容がかなりある上に、そもそも、「たかじんが数十年様々な書類などに書いてきた筆跡」と「メモの筆跡」が相当違いすぎておかしい。」という疑念までもが、たかじんと長年深く付き合っていた関係者からも噴き出したこともあり、これらの疑問などを「具体的な証拠」に基づいて検証するという形で、『百田尚樹『殉愛』の真実』（宝島社）が急遽出版された。そのことが、裁判にも「世の中の印象」にもかなりの影響を与えた。
2016年7月29日に出された東京地方裁判所の判決では、出版の差し止めについては却下したものの、本書の6か所の記述（上記エピソード）が「事実に反し、プライバシー侵害及び名誉毀損にあたる」として長女側の主張を概ね認め、330万円の損害賠償支払いを幻冬舎に命じ、記述されているような「上記エピソード」があったこと自体を否定した。
この判決に納得しなかった百田・幻冬舎側は控訴したが、東京高等裁判所も、東京地裁の判決を概ね支持し書籍物の差し止めについては第一審と同様認めなかったものの、東京地裁が指摘した6か所の「事実に反する及びプライバシー侵害及び名誉棄損」記述に加えて、さらにもう1か所の名誉毀損的記述が存在することも認め、賠償金を365万円にまで引き上げた。2017年12月21日、最高裁は幻冬舎の上告を受理しないと決定、これにより第二審の判決が確定した。なおこれらの判決について、2018年3月時点で百田側からの明確なコメントはない。

### たかじんの元マネージャーに関する描写
たかじんの元マネージャーも、たかじんの妻に暴言を吐いたり、会社の帳簿を操作したりしていたなどの記述で名誉を傷つけられたとして、著者の百田と幻冬舎に1100万円の損害賠償を求める訴訟を起こした。
2018年11月28日、東京地方裁判所は14か所の記述が名誉毀損に当たると認定。マネージャーとしての能力を欠き、金に汚い人物として描かれていると指摘し、裏付けを欠く部分が少なくなく、真実と信じる相当性があるとは認められないとした。多くの読者の目に触れ、評価の低下は大きいとして連帯して275万円の支払いを命じた。百田と幻冬舎は、連名で「主張が認められなかった部分は誠に遺憾。判決を精査して対応を検討する」とのコメントを出した。

## 評価
たかじんの楽曲を数多く手がけてきた作詞家の及川眠子は本書について、「なぜウラも取らずに、1人の人間を犯罪者だと決めつける? ノンフィクション作家を名乗るのであれば、きちんと本人に取材すべき。あの本にはそういった『正当性』がまったくない」と評している。
Amazon.co.jpのレビューでは評価が二分し、「あまりの美談ぶり」を訝るコメントも寄せられた。これに対し著者の百田は「Amazonレビュー、未亡人に対する誹謗中傷がひどすぎる!実態も真実も何も知らない第三者が、何の根拠もなく、匿名で人を傷つける。本当に人間のクズみたいな人間だと思う!」と反発した。

## 売上
発売日当日に『中居正広の金曜日のスマたちへ』（TBSテレビ）に百田が出演し、再現VTRを交え著書の内容を紹介。初週で6.5万部を売上げる。

## 書誌情報
- 百田尚樹『殉愛』幻冬舎、2014年11月7日。ISBN 978-4344026582。

## 関連書籍
- 角岡伸彦、西岡研介、家鋪渡、宝島「殉愛騒動」取材班『百田尚樹『殉愛』の真実』宝島社　2015年
  - 角岡は2014年に『ゆめいらんかね やしきたかじん伝』（小学館）を発表していた。